# Eroe della Repubblica Democratica Tedesca
Il titolo di Eroe della Repubblica Democratica Tedesca è stato una decorazione della Repubblica Democratica Tedesca.

## Storia
L'onorificenza è stata istituita il 28 ottobre 1975 per premiare risultati e contributi straordinari in atti eroici per la Repubblica Democratica Tedesca, che hanno sviluppato e rafforzato la nazione, promosso il suo riconoscimento internazionale e la sua autorità e garantito la sua protezione militare.

## Insegne
- Il nastro era completamente rosso.